# Screen Actors Guild Awards 2024

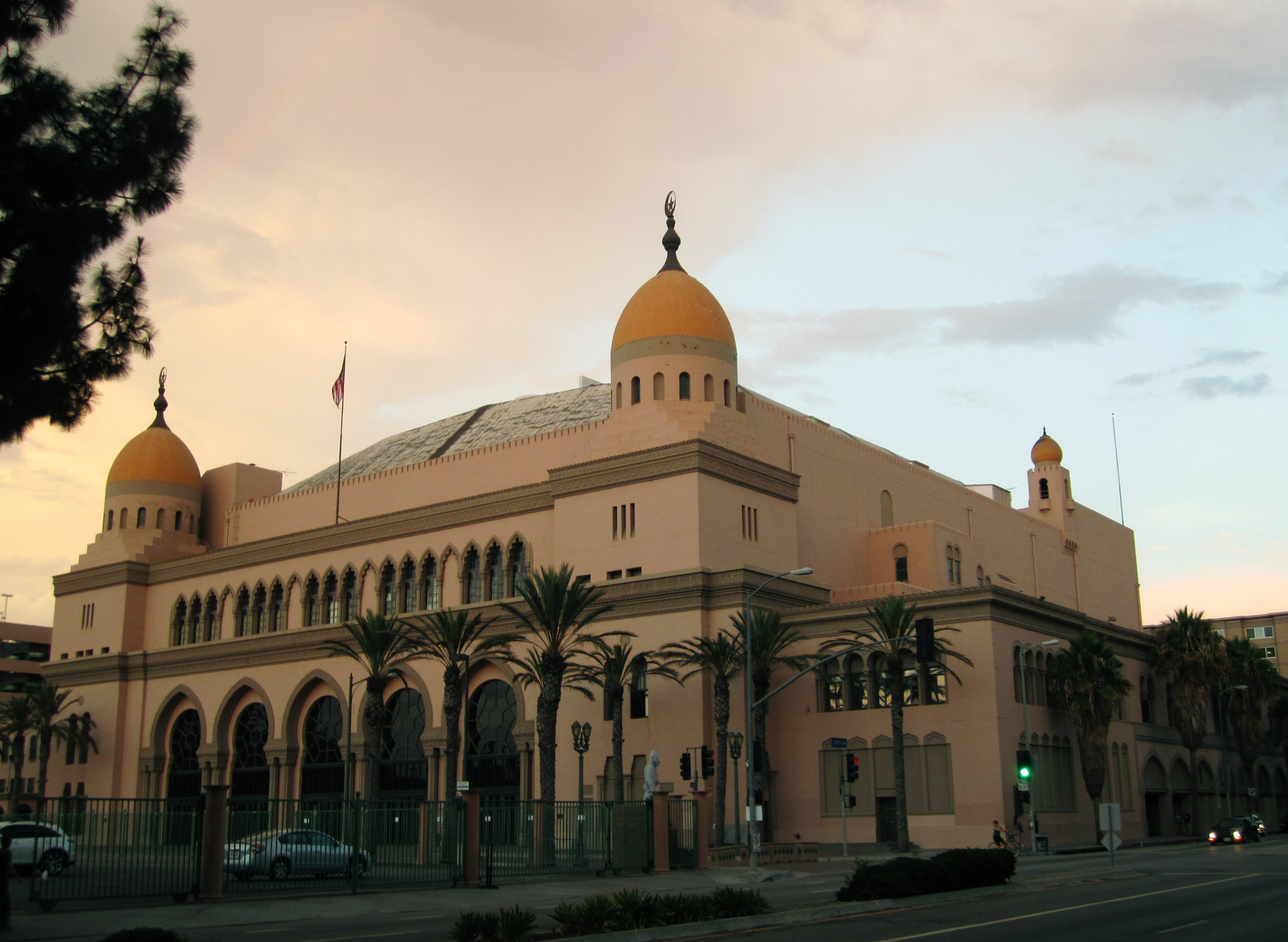
Das Shrine Auditorium, Veranstaltungsort der Screen Actors Guild Awards 2024

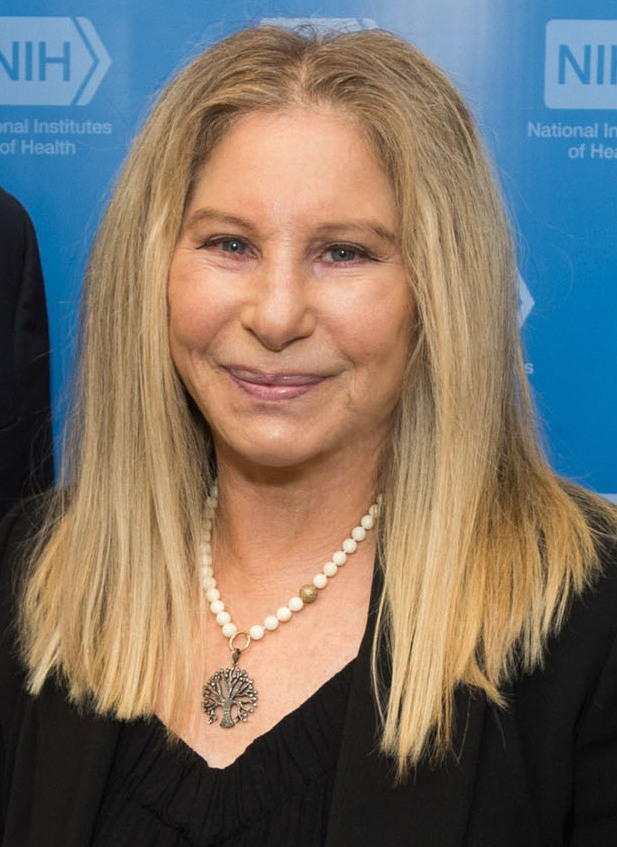
Für ihr Lebenswerk ausgezeichnet: Barbra Streisand (2018)

Die 30. Verleihung der US-amerikanischen Screen Actors Guild Awards (englisch 30th Screen Actors Guild Awards), die die Screen Actors Guild (seit 2013 SAG-AFTRA) jedes Jahr in den Bereichen Film (6 Kategorien) und Fernsehen (9 Kategorien) vergibt, fand am 24. Februar 2024 im Shrine Auditorium in Los Angeles statt. Die so genannten SAG Awards ehrten, im Gegensatz beispielsweise zum Golden Globe Award, nur Film-, Fernseh- und Ensembleschauspieler sowie Stuntleute und gelten als Gradmesser für die bevorstehende Oscar-Verleihung. Gekürt werden die Sieger von den Mitgliedern der Screen Actors Guild, der man angehören muss, um in den Vereinigten Staaten als Schauspieler zu arbeiten.
Die Nominierten waren am 10. Januar 2024 über Instagram von den Schauspielern Issa Rae und Kumail Nanjiani bekanntgegeben worden. Die Verleihung wurde wie bereits im letzten Jahr nicht mehr bei den beiden Kabelsendern TNT und TBS gezeigt, sondern erstmals weltweit über Netflix gestreamt. Wie im Vorjahr gab es keinen festen Moderator.
Für ihr Lebenswerk wurde die US-amerikanische Schauspielerin Barbra Streisand gewürdigt, die zuvor nie für einen regulär vergebenen SAG Award nominiert gewesen war.

## Hintergrund

### Nominierungsverfahren
Vorschläge für eine Nominierung konnten von Ende August bis Ende Oktober 2023 online eingereicht werden. Mit der Erlaubnis des Schauspielers konnten Produzenten, Studios/Netzwerke, Agenten, Manager oder Publizisten eine Film- oder Fernsehdarbietung zur Prüfung in einer Kategorie nach Wahl des Schauspielers einreichen. Darsteller konnten sich auch selbst für eine Nominierung vorschlagen. Die Produktionen mussten zwischen dem 1. Januar und 31. Dezember 2023 veröffentlicht worden sein. Mit über 122.000 Wahlberechtigten (Stand: Dezember 2023) bildet die Schauspieler- und Radiokünstlergewerkschaft SAG-AFTRA die größte Personengruppe während der nordamerikanischen Filmpreissaison, an deren Ende die Oscarverleihung steht. Bei der Verleihung 2023 waren alle prämierten Kinodarsteller auch später mit dem Oscar ausgezeichnet worden, während der Preis für das beste Filmensemble mit Everything Everywhere All at Once übereinstimmte, dem Gewinner der Oscar-Kategorie für den besten Film.
Bei der Verleihung 2024 wurden erstmals aus Nachhaltigkeitsgründen vorrangig digitale Screener den wahlberechtigten Mitgliedern zur Verfügung gestellt.

### Produktion der Fernsehshow
Die etwas über zweistündige Preisverleihung wurde 2024 erstmals per Live Stream vom Streaminganbieter Netflix übertragen. Als Produzent trat das Unternehmen Silent House Productions in Erscheinung, das zuvor unter anderem den erfolgreichen Konzertfilm Taylor Swift: The Eras Tour (2023) produziert hatte. Als Executive Producer fungierten Jon Brockett, Baz Halpin, Mark Bracco und Linda Gierahn. Zum Kreativteam der Show gehörten die Emmy-Preisträger Alex Rudzinski (Regie), Matt Roberts (Headwriter) und Derek McLane (Szenenbild).

## Gewinner und Nominierte im Bereich Film
| Film                       | N | A |
| -------------------------- | - | - |
| Oppenheimer                | 4 | 3 |
| Barbie                     | 4 | 0 |
| Killers of the Flower Moon | 3 | 1 |
| Amerikanische Fiktion      | 3 | 0 |
| The Holdovers              | 2 | 1 |
| Die Farbe Lila             | 2 | 0 |
| Maestro                    | 2 | 0 |
| Nyad                       | 2 | 0 |
| Poor Things                | 2 | 0 |

### Bester Hauptdarsteller
Cillian Murphy – Oppenheimer
- Bradley Cooper – Maestro
- Colman Domingo – Rustin
- Paul Giamatti – The Holdovers
- Jeffrey Wright – Amerikanische Fiktion (American Fiction)

### Beste Hauptdarstellerin
Lily Gladstone – Killers of the Flower Moon
- Annette Bening – Nyad
- Carey Mulligan – Maestro
- Margot Robbie – Barbie
- Emma Stone – Poor Things

### Bester Nebendarsteller
Robert Downey Jr. – Oppenheimer
- Sterling K. Brown – Amerikanische Fiktion (American Fiction)
- Willem Dafoe – Poor Things
- Robert De Niro – Killers of the Flower Moon
- Ryan Gosling – Barbie

### Beste Nebendarstellerin
Da’Vine Joy Randolph – The Holdovers
- Emily Blunt – Oppenheimer
- Danielle Brooks – Die Farbe Lila (The Color Purple)
- Penélope Cruz – Ferrari
- Jodie Foster – Nyad

### Bestes Schauspielensemble in einem Film
Oppenheimer

Casey Affleck, Emily Blunt, Kenneth Branagh, Matt Damon, Robert Downey Jr., Josh Hartnett, Rami Malek, Cillian Murphy und Florence Pugh
- Amerikanische Fiktion (American Fiction)
- Erika Alexander, Adam Brody, Sterling K. Brown, Keith David, John Ortiz, Issa Rae, Tracee Ellis Ross, Leslie Uggams und Jeffrey Wright

- Barbie
- Michael Cera, Will Ferrell, America Ferrera, Ryan Gosling, Ariana Greenblatt, Kate McKinnon, Helen Mirren, Rhea Perlman, Issa Rae und Margot Robbie

- Die Farbe Lila (The Color Purple)
- Halle Bailey, Fantasia Barrino, Jon Batiste, Danielle Brooks, Ciara, Colman Domingo, Aunjanue Ellis, Louis Gossett Jr., Corey Hawkins, Taraji P. Henson, Phylicia Pearl Mpasi und Gabriella Wilson

- Killers of the Flower Moon
- Tantoo Cardinal, Robert De Niro, Leonardo DiCaprio, Brendan Fraser, Lily Gladstone, John Lithgow und Jesse Plemons

### Bestes Stuntensemble in einem Film
Mission: Impossible – Dead Reckoning Teil Eins (Mission: Impossible – Dead Reckoning Part One)
- Barbie
- Guardians of the Galaxy Vol. 3
- Indiana Jones und das Rad des Schicksals (Indiana Jones and the Dial of Destiny)
- John Wick: Kapitel 4 (John Wick: Chapter 4)

## Gewinner und Nominierte im Bereich Fernsehen
| Serie/Film                    | N | A |
| ----------------------------- | - | - |
| Succession                    | 5 | 1 |
| The Bear: King of the Kitchen | 4 | 3 |
| The Last of Us                | 4 | 2 |
| Ted Lasso                     | 4 | 0 |
| Beef                          | 3 | 2 |
| Barry                         | 3 | 0 |
| The Morning Show              | 3 | 0 |
| The Crown                     | 2 | 1 |
| Abbott Elementary             | 2 | 0 |
| The Marvelous Mrs. Maisel     | 2 | 0 |

### Bester Darsteller in einem Fernsehfilm oder Miniserie
Steven Yeun – Beef
- Matt Bomer – Fellow Travelers
- Jon Hamm – Fargo
- David Oyelowo – Lawmen: Bass Reeves
- Tony Shalhoub – Mr. Monk’s Last Case: A Monk Movie

### Beste Darstellerin in einem Fernsehfilm oder Miniserie
Ali Wong – Beef
- Uzo Aduba – Painkiller
- Kathryn Hahn – Tiny Beautiful Things
- Brie Larson – Eine Frage der Chemie (Lessons in Chemistry)
- Bel Powley – Ein Funken Hoffnung – Anne Franks Helferin (A Small Light)

### Bester Darsteller in einer Dramaserie
Pedro Pascal – The Last of Us
- Brian Cox – Succession
- Billy Crudup – The Morning Show
- Kieran Culkin – Succession
- Matthew Macfadyen – Succession

### Beste Darstellerin in einer Dramaserie
Elizabeth Debicki – The Crown
- Jennifer Aniston – The Morning Show
- Bella Ramsey – The Last of Us
- Keri Russell – Diplomatische Beziehungen (The Diplomat)
- Sarah Snook – Succession

### Bester Darsteller in einer Comedyserie
Jeremy Allen White – The Bear: King of the Kitchen (The Bear)
- Brett Goldstein – Ted Lasso
- Bill Hader – Barry
- Ebon Moss-Bachrach – The Bear: King of the Kitchen (The Bear)
- Jason Sudeikis – Ted Lasso

### Beste Darstellerin in einer Comedyserie
Ayo Edebiri – The Bear: King of the Kitchen (The Bear)
- Alex Borstein – The Marvelous Mrs. Maisel
- Rachel Brosnahan – The Marvelous Mrs. Maisel
- Quinta Brunson – Abbott Elementary
- Hannah Waddingham – Ted Lasso

### Bestes Schauspielensemble in einer Dramaserie
Succession

Nicholas Braun, Juliana Canfield, Brian Cox, Kieran Culkin, Dagmara Domińczyk, Peter Friedman, Justine Lupe, Matthew Macfadyen, Arian Moayed, Scott Nicholson, David Rasche, Alan Ruck, Alexander Skarsgård, J. Smith-Cameron, Sarah Snook, Fisher Stevens, Jeremy Strong und Zoë Winters
- The Crown
- Khalid Abdalla, Sebastian Blunt, Bertie Carvel, Salim Daw, Elizabeth Debicki, Luther Ford, Claudia Harrison, Lesley Manville, Ed McVey, James Murray, Jonathan Pryce, Imelda Staunton, Marcia Warren, Dominic West und Olivia Williams

- The Gilded Age
- Ben Ahlers, Ashlie Atkinson, Christine Baranski, Denée Benton, Nicole Brydon Bloom, Michael Cerveris, Carrie Coon, Kelley Curran, Taissa Farmiga, David Furr, Jack Gilpin, Ward Horton, Louisa Jacobson, Simon Jones, Sullivan Jones, Celia Keenan-Bolger, Nathan Lane, Matilda Lawler, Robert Sean Leonard, Audra McDonald, Debra Monk, Donna Murphy, Kristine Nielsen, Cynthia Nixon, Kelli O’Hara, Patrick Page, Harry Richardson, Taylor Richardson, Blake Ritson, Jeremy Shamos, Douglas Sills, Morgan Spector, John Douglas Thompson und Erin Wilhelmi

- The Last of Us
- Pedro Pascal und Bella Ramsey

- The Morning Show
- Jennifer Aniston, Nicole Beharie, Shari Belafonte, Nestor Carbonell, Billy Crudup, Mark Duplass, Jon Hamm, Theo Iyer, Hannah Leder, Greta Lee, Julianna Margulies, Tig Notaro, Karen Pittman und Reese Witherspoon

### Bestes Schauspielensemble in einer Comedyserie
The Bear: King of the Kitchen (The Bear)

Lionel Boyce, Jose Cervantes Jr., Liza Colón-Zayas, Ayo Edebiri, Abby Elliott, Richard Esteras, Edwin Lee Gibson, Molly Gordon, Corey Hendrix, Matty Matheson, Ebon Moss-Bachrach, Oliver Platt und Jeremy Allen White
- Abbott Elementary
- Quinta Brunson, William Stanford Davis, Janelle James, Chris Perfetti, Sheryl Lee Ralph, Lisa Ann Walter und Tyler James Williams

- Barry
- Anthony Carrigan, Sarah Goldberg, Zachary Golinger, Bill Hader, Andre Hyland, Fred Melamed, Charles Parnell, Stephen Root, Tobie Windham, Henry Winkler und Robert Wisdom

- Only Murders in the Building
- Gerald Caesar, Michael Cyril Creighton, Linda Emond, Selena Gomez, Allison Guinn, Steve Martin, Ashley Park, Don Darryl Rivera, Paul Rudd, Jeremy Shamos, Martin Short, Meryl Streep, Wesley Taylor, Jason Veasey und Jesse Williams

- Ted Lasso
- Annette Badland, Kola Bokinni, Edyta Budnik, Adam Colborne, Phil Dunster, Cristo Fernández, Kevin Garry, Brett Goldstein, Billy Harris, Anthony Head, Brendan Hunt, Toheeb Jimoh, James Lance, Nick Mohammed, Jason Sudeikis, Jeremy Swift, Juno Temple, Hannah Waddingham, Bronson Webb und Katy Wix

### Bestes Stuntensemble in einer Fernsehserie
The Last of Us
- Ahsoka
- Barry
- Beef
- The Mandalorian

## Preis für das Lebenswerk
Barbra Streisand